# Charles Island (Connecticut)
Charles Island ist eine heute unbewohnte Insel im Long Island Sound vor der Küste von Milford (Connecticut), USA. Angeblich soll dort der Schatz des Piraten William Kidd versteckt sein.

## Geografie
Die annähernd runde Insel hat eine Fläche von ca. 57.000 m² und befindet sich im Long Island Sound etwa einen Kilometer vor den Stränden von Milford. Der höchste Punkt der recht flachen Insel ist ungefähr 15 Meter über der Gezeitenlinie. Bei besonders niedriger Ebbe liegt ein Tombolo frei, über den man Charles Island zu Fuß erreichen kann. Die heute dicht bewachsene Insel ist allerdings ein Natur- und Vogelschutzgebiet und darf von Mai bis September nicht betreten werden.

## Geschichte

### Frühe Geschichte
Als erster europäischer Entdecker der Insel gilt Adriaen Block, ein niederländischer Handelskapitän, der im November 1613 den Long Island Sound erkundete und kartierte. Seine Aufzeichnungen bildeten die Grundlage für die 1614 erschienene, früheste Landkarte von Connecticut und Rhode Island des niederländischen Kartografen Willem Blaeu. Ob darauf bereits Charles Island eingezeichnet ist, ist strittig. Die Karte zeigt zwischen dem heutigen New Haven Harbour und der Mündung des Housatonic River mehrere im Sund liegende Rifffelsen bzw. Inselchen, die unter dem zusammenfassenden Begriff „Archipelagus“ eingezeichnet sind.
Die Insel gehörte damals zum Stammesgebiet der Paugussett-Indianer, die im westlichen Connecticut lebten. Der Überlieferung nach soll sie dem Sachem Ansantawae als Sommerresidenz gedient haben. 
1639 kaufte eine Gruppe von Puritanern aus dem nahe gelegenen New Haven unter der Führung von Reverend Peter Prudden dem Indianerstamm ein größeres Gebiet an der Mündung des Housatonic River ab und gründete die Stadt Milford. Charles Island wurde von dem Farmer Charles Deal erworben, der dort mit eher geringem Erfolg Tabak anpflanzte. Nach ihm ist die Insel benannt.
Nach seinem Tod 1685 geriet die Insel über mehrere Vorerben schließlich in die Hände seiner in England lebenden Familienmitglieder, die sich jedoch wenig um ihr Erbe kümmerten. Die Insel verwilderte.

### Die Kapitän-Kidd-Legende
Es gibt zahlreiche Mythen von vergrabenen Piratenschätzen an der Ostküste der USA. Einer davon, der sich seit über dreihundert Jahren hartnäckig behauptet, ist die Geschichte vom Goldschatz des Piraten William Kidd auf Charles Island. Im Gegensatz zu vielen anderen, eher im Unbestimmten gebliebenen Schatzgeschichten, hat diese historisch nachvollziehbare Wurzeln. 
Am 30. Januar 1698 kaperte Kidd mit seiner Mannschaft das armenische Handelsschiff Quedagh Merchant, das mit Gold, Silber, kostbaren Seidenstoffen und anderen wertvollen Waren beladen war. Anfang Juni 1699 traf er, inzwischen der Piraterie beschuldigt und von den britischen Behörden gesucht, im Long Island Sound ein. Einen kleinen Teil des geraubten Goldes versteckte Kidd auf dem der Küste von Long Island vorgelagerten Gardiners Island. Der Schatz wurde nach Kidds Verhaftung 1699 ausgegraben.
Anschließend lief Kidd die Insel Block Island an, auf der ein Mannschaftsmitglied wohnte. Dann segelte er nach Boston weiter, wo das Schiff – nach zeitgenössischen Berichten vollständig entladen – am 1. Juli 1699 eintraf. Was während dieser Passage geschah und wo der größte Teil der kostbaren Ladung der Quedagh Merchant verblieb, ist auch heute noch Gegenstand zahlreicher Spekulationen. Durch einen historischen Briefwechsel ist belegt, dass Kidd sich in Milford aufhielt. Das vor der Hafeneinfahrt von Milford gelegene, verlassene und verwilderte Charles Island dürfte ein ideales Versteck für einen Schatz dargestellt haben.
In den folgenden Jahrhunderten durchwühlten unzählige Glücksritter die Insel ohne greifbares Ergebnis. Die letzte Schatzsuche war 1992 unter Einsatz eines Bodenradars. Es wurden zwar mehrere vielversprechende Objekte geortet, die Behörden erteilten jedoch keine Grabungserlaubnis. Mittlerweile steht die Insel unter Naturschutz und die weitere Exploration ist untersagt.

### Hotelinsel
1835 erwarb Major John Harris, ein wohlhabender Kaufmann aus dem nahen New York City, die Insel und errichtete ein komfortables, zweistöckiges Herrenhaus mit mehreren Wirtschaftsgebäuden. Das Terrain wurde gerodet und ein Ziergarten angelegt. 1853 erwarb die Familie Prichard die Insel und baute das Haus als Hotel aus. Die Anlage war unter dem Namen Ansantawae Hotel bald als exklusive Adresse für die Sommerfrische bekannt. Lokalen Zeitungsanzeigen nach verfügte die Insel über ein mit Meerwasser gespeistes, großes Schwimmbad, ein Aquarium mit einer trainierten Robbe, die Kunststücke vorführte, eine überdachte Promenade und einen gepflegten Garten mit Springbrunnen. Zu den umliegenden Städten an der Küste gab es einen mehrmals täglich verkehrenden Fährdienst mit Dampfbooten. Aus welchen Gründen das Hotel 1868 schloss, ist nicht mehr nachzuvollziehen.

### Fischfabrik
Nächster Eigentümer war die George W. Miles Company, die eine Fabrik zur Produktion von Fischöl und Düngemitteln aus Fischabfällen errichtete. Dies führte wegen der Lärm- und Gestankbelästigung zu Konflikten mit den Einwohnern von Milford. Eine Bürgerinitiative mit mehr als 300 Petenten bildete sich und es war auch ein Gerichtsverfahren anhängig. 1886 musste die Fabrik wegen finanzieller Schwierigkeiten schließen. 
Der von dem Finanzier und Eisenbahnmagnaten Jay Gould und einigen seiner reichen Freunde in New York gegründete American Yacht Club (AYC) suchte 1887 ein geeignetes Grundstück für einen Yachthafen und ein repräsentatives Clubhaus. Charles Island geriet als Standort in die engere Wahl. Warum die Pläne letztendlich nicht umgesetzt wurden, ist nicht bekannt, wahrscheinlich war der Standort doch zu weit von New York City entfernt. Der Club siedelte sich jedenfalls am Milton Point in Rye (New York) an, wo er heute noch seinen Sitz hat.
Ein weiterer Plan aus dem frühen 20. Jahrhundert, der nicht verwirklicht wurde, war der Bau eines Vergnügungsparks auf der Insel, der über den künstlich erhöhten und verbreiterten Tombolo mit einer Schmalspurbahn erschlossen werden sollte. 
Im Ersten Weltkrieg verbreitete sich an der Ostküste der USA die Angst vor deutschen U-Booten. Die US Coast Guard beabsichtigte den Ausbau der Insel zu einer U-Boot-Abwehrbasis mit Suchscheinwerfern, Funkstation und einer Küstenbatterie. Aus welchen Gründen auch immer, die Basis wurde nie gebaut.

### Spirituelles Zentrum
Ab 1927 siedelten sich Dominikaner aus dem nahen New Haven auf der verlassenen Insel an. Sie errichteten ein spirituelles Zentrum für katholische Laien, insbesondere für Jugendliche, und bauten eine zunächst hölzerne, später steinerne Kirche, kleine Holzhütten zum Wohnen, Wirtschaftsgebäude und mehrere Freiluftaltäre. Die feierliche Eröffnung war am 4. August 1930. Das Zentrum wurde Aquinas Retreat Center genannt, nach dem heiligen Thomas von Aquin. Am 21. September 1938 zog der Great New England Hurricane über Milford und Charles Island. Der Sturm und die Flutwellen zerstörten die auf der Insel errichteten Gebäude. Das Aquinas Retreat Center wurde aufgegeben. Einige Überreste der Steinbauten und Grundmauern sind heute noch zu erkennen.

### Naturschutzgebiet
Nach dem Zweiten Weltkrieg war Eigentümer von Charles Island der Energiekonzern United Illuminating. Er beabsichtigte in den 1950er Jahren dort ein Atomkraftwerk zu errichten, die Pläne wurden jedoch nicht verwirklicht. 1981 erwarb der Staat Connecticut die Insel und erklärte sie 1995 zum Naturschutzgebiet. Auf dem inzwischen dicht bewachsenen Eiland brüten Blaureiher, Silberreiher, Schmuckreiher, Nachtreiher und der zu den Ibisvögeln gehörende Sichler in bedeutenden Populationen.

## Bildergalerie

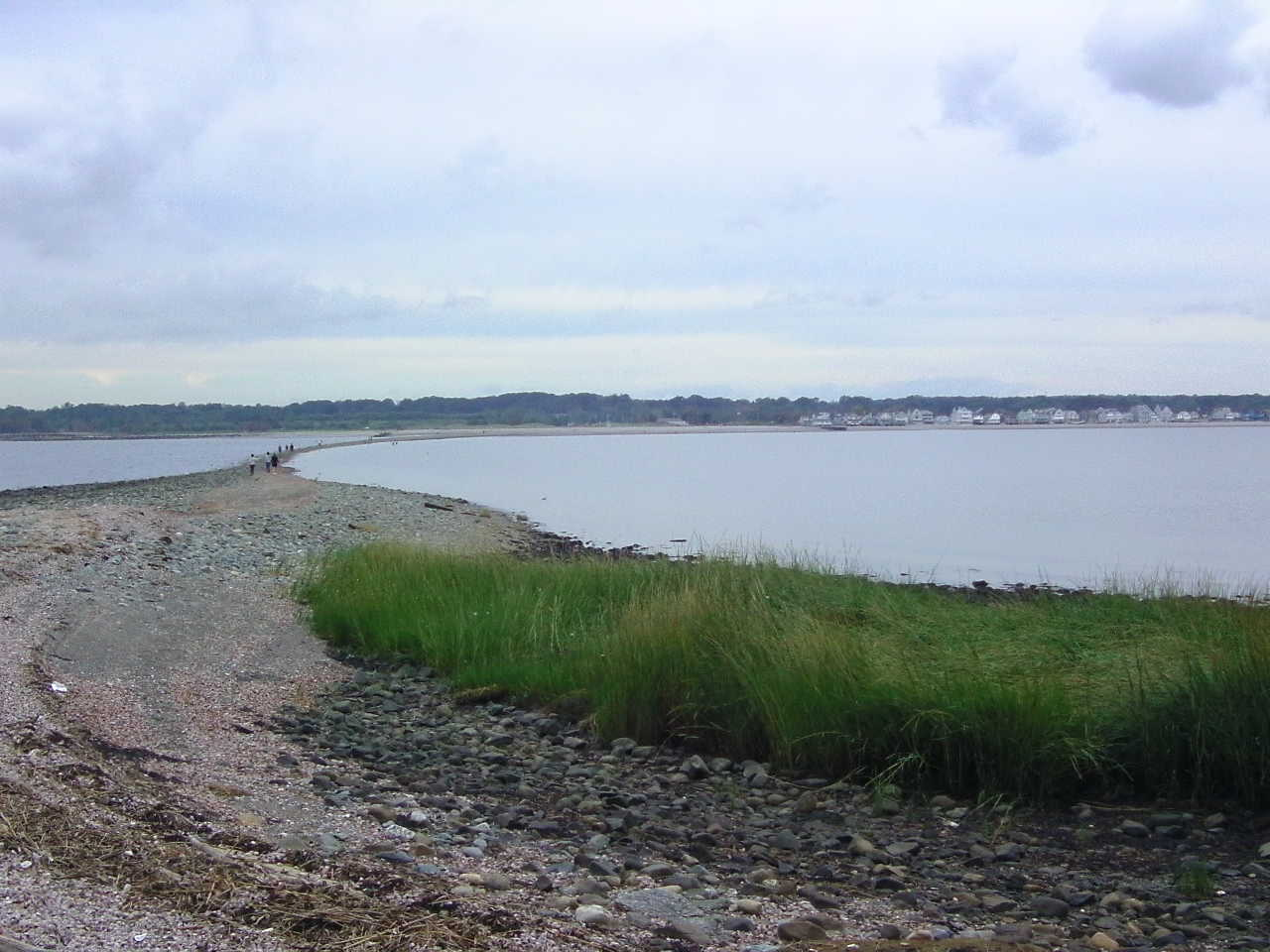
Der Tombolo, im Hintergrund der Walnut-Beach von Milford
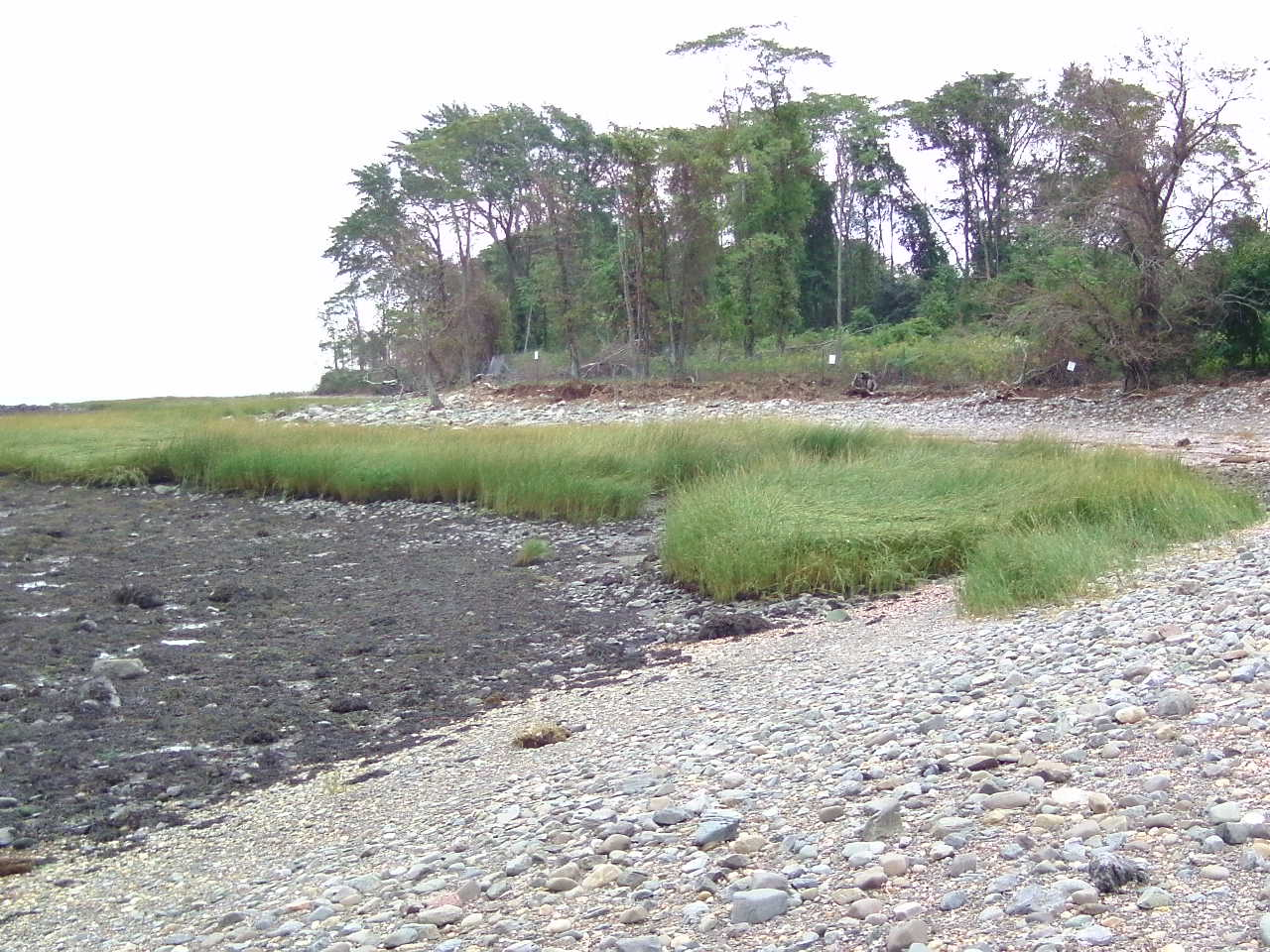
Mit Seggen bewachsene Uferzone
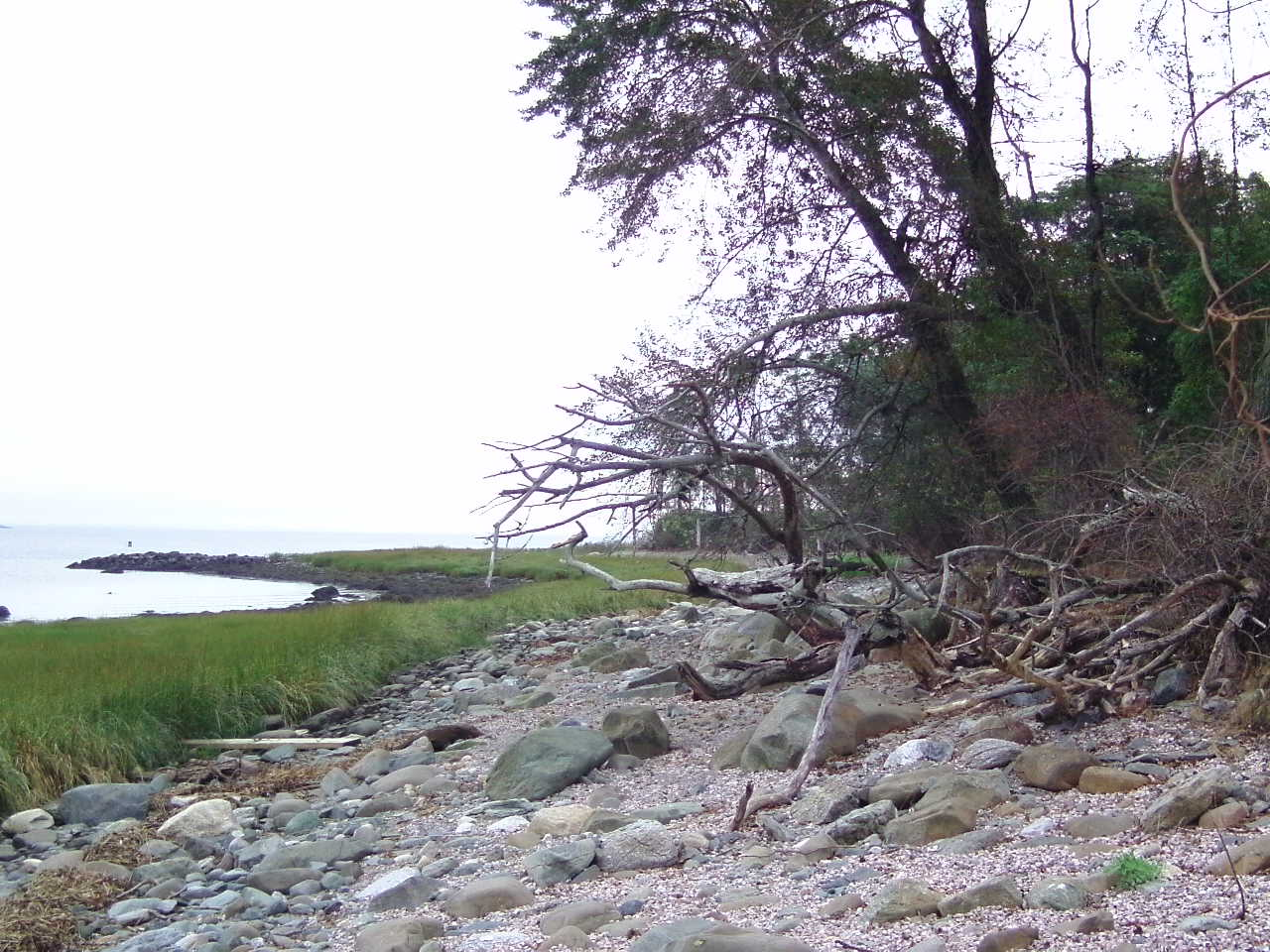
Nordufer
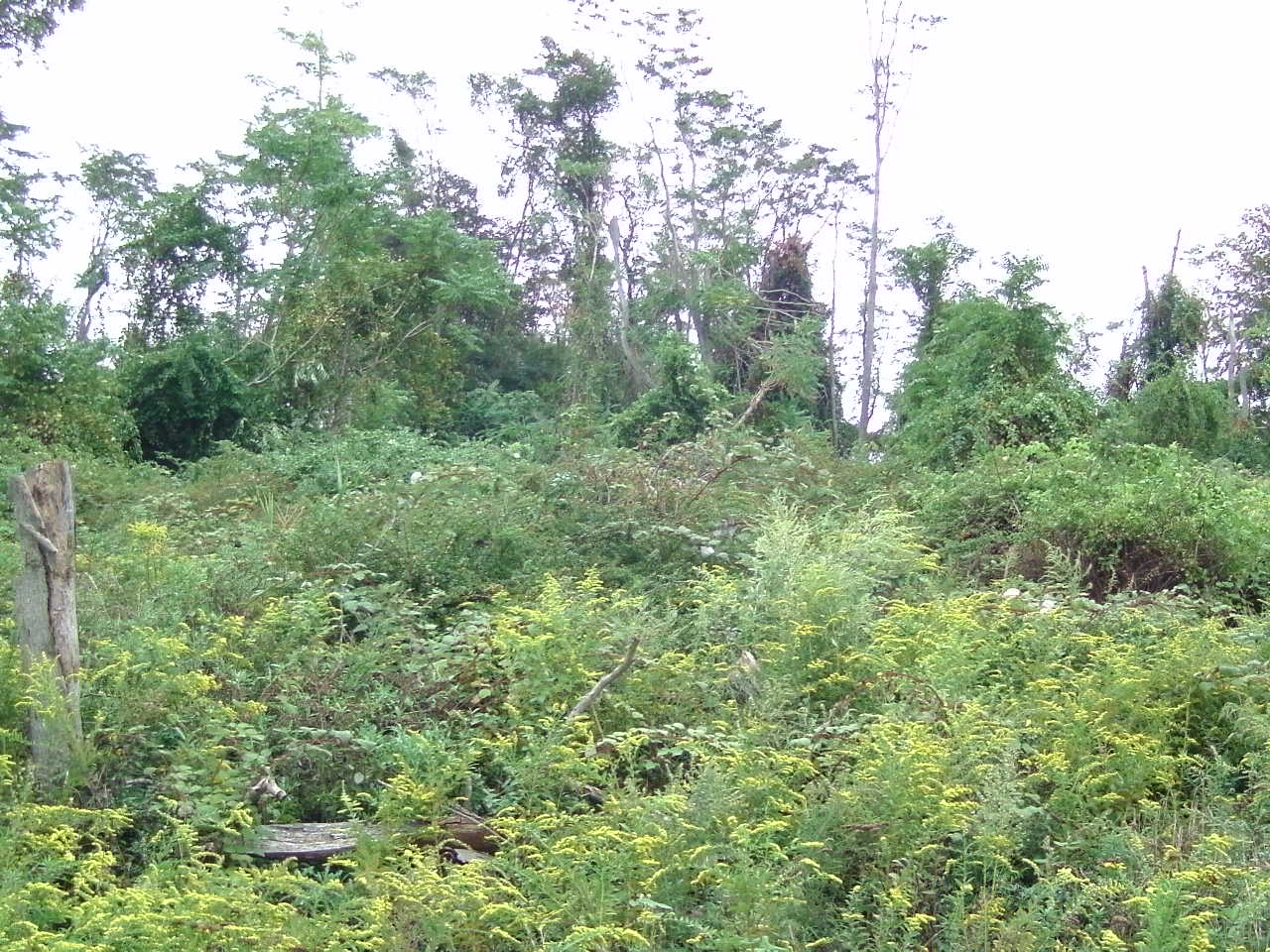
Wald im Inselinnern